# Omartjevo
Omartjevo (bulgariska: Омарчево) är ett distrikt i Bulgarien.   Det ligger i kommunen Obsjtina Nova Zagora och regionen Sliven, i den centrala delen av landet, 230 km öster om huvudstaden Sofia.
Trakten runt Omartjevo består till största delen av jordbruksmark. Runt Omartjevo är det ganska glesbefolkat, med 48 invånare per kvadratkilometer.